# Psenulus cypriacus
Psenulus cypriacus is een vliesvleugelig insect uit de familie van de graafwespen (Crabronidae). De wetenschappelijke naam van de soort is voor het eerst geldig gepubliceerd in 1973 door van Lith.